# Maria Veronika Welzin
Maria Veronika Welzin (* 1571 in Baden; † 2. Juni 1651 in Muotathal; heimatberechtigt in Baden) war Frau Mutter am Frauenkloster St. Josef in Muotathal.

## Leben
Maria Veronika Welzin wuchs in einer armen, gut katholischen Familie auf. Sie arbeitet in Luzern als Magd und kommt als solche nach Muotathal, wo sie am 6. Januar 1595 im Franziskanerinnenkloster St. Josef als Novizin eingekleidet wird. Ein Jahr später legt sie das Ordensgelübde ab. Sie wird 1598 zum ersten Mal zur Frau Mutter gewählt, resigniert am 3. August 1627 und wird am 23. Januar 1631 erneut mit diesem Amt betraut. Ihr definitiver Rücktritt erfolgt am 26. März 1642, wobei sie danach noch einige Zeit als Frau Helfmutter amtet. Sie stirbt am 2. Juni 1651.

## Amtszeit

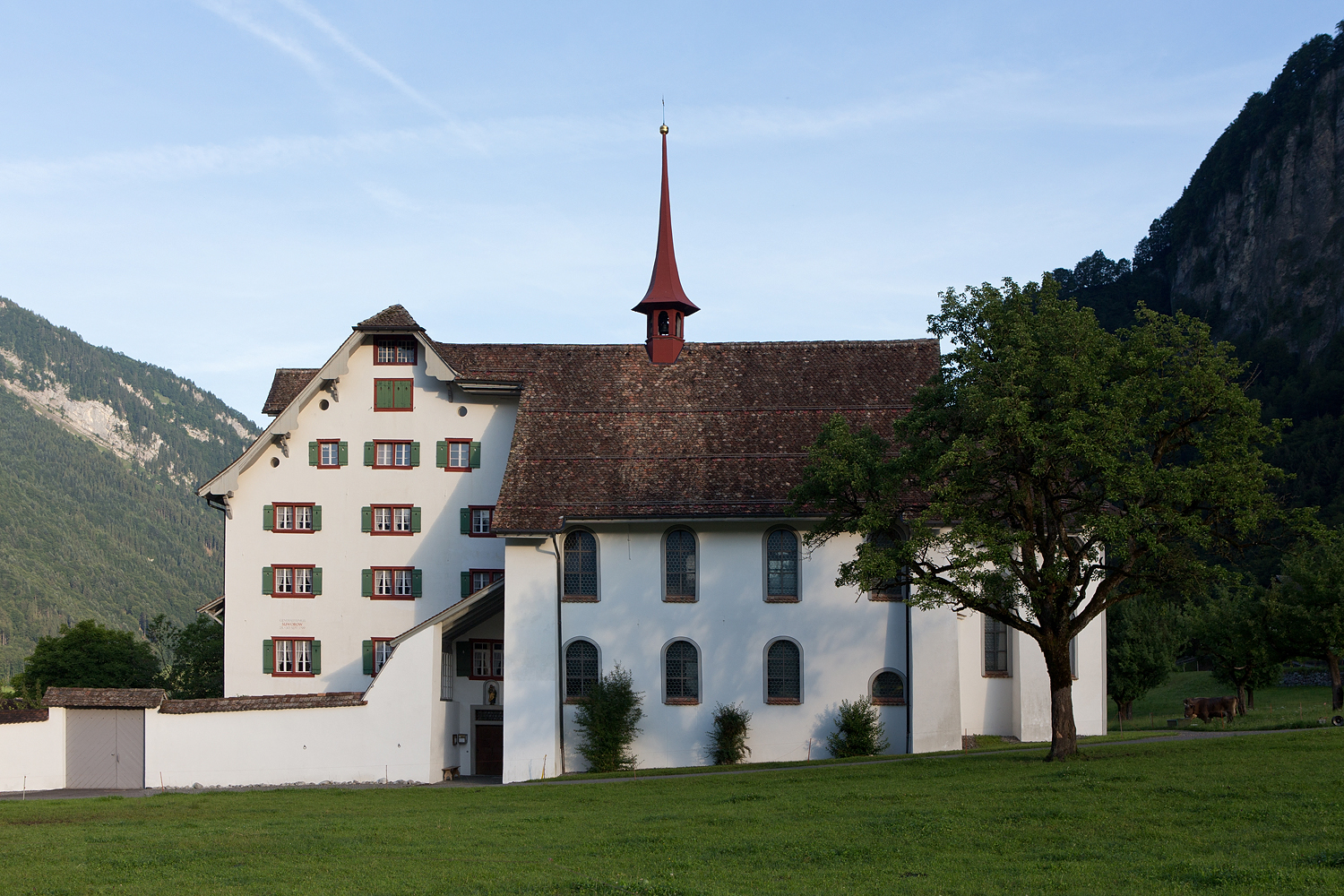
Frauenkloster St. Josef, Muotathal

Unter Maria Veronika Welzin nahm der Konvent grossen Aufschwung. Bis 1625 legten zwanzig Schwestern ihr Gelübde ab, so dass der Provinzial Johannes Hugolin Kneiff (1622–1625) aus wirtschaftlichen Gründen die Zahl der Klosterfrauen beschränkte. Nach ihrer ersten Resignation steht der Konvent 1631 vor dem Entscheid, ob er sich der  Kapuzinerreform anschliessen soll oder nicht. Welzin selbst war dem Anschluss zugeneigt, verpflichtete sich aber 1631 bei ihrer Wiederwahl unter dem Einfluss des Provinzials Johannes Ludovicus a Musis zum Verbleib bei den Franziskaner-Konventualen. In ihrer zweiten Amtszeit war ihr wichtigstes Anliegen, das Kloster und seine Besitzungen vor den häufigen Überschwemmungen der Muota zu schützen, welche besonders in den Jahren 1628 und 1639 grossen Schaden verursachten. Erfolglos verhandelte sie bei der Ordensleitung und der Schwyzer Obrigkeit über eine Verlegung des Klosters und über Möglichkeiten der Muotakorrektur sowie deren Finanzierung. Nach ihrer Resignation geschieht in der Sache bis zum Neubau des Klosters 1684 nichts mehr.